# Praskovia Parkhomenko
Pour les articles homonymes, voir Parkhomenko.
Praskovia Gueorguievna Parkhomenko (en russe : Прасковья Георгиевна Пархоменко ; 1886-1970) est une astronome soviéto-russe. Le Centre des planètes mineures lui crédite la découverte de deux astéroïdes.
L'astéroïde (1857) Parchomenko a été nommé en son honneur,.
| (1129) Neujmina  | 8 août 1929  |
| (1166) Sakuntala | 27 juin 1930 |